# Alex Tagliani
Alexandre Tagliani, detto Alex (Montréal, 18 ottobre 1973) è un pilota automobilistico canadese.

## Biografia
Figlio di immigrati bresciani in Canada, è noto soprattutto per la sua carriera nella serie americana CART/Champ Car nella quale corse dal 2000 al 2007 vincendo una gara nel 2004. Nel 2001 sul circuito del Lausitzring fu coinvolto nell'incidente con Alex Zanardi che costò l'amputazione delle gambe al pilota italiano. Dal 2008 si divide tra il campionato NASCAR Canadian Tire Series e la Indy Racing League. Nel 2009 inizia a correre stabilmente in IndyCar disputando tutte le gare della stagione.

## Risultati in carriera

### Riepilogo Carriera
| Stagione | Categoria                              | Team                         | Gare | Vittorie | Pole | Punti | Pos. |
| -------- | -------------------------------------- | ---------------------------- | ---- | -------- | ---- | ----- | ---- |
| 1996     | Atlantic Championship                  | P-1 Racing                   | 12   | 0        | 0    | 70    | 7º   |
| 1997     | Atlantic Championship                  | Forsythe Championship Racing | 11   | 2        | 2    | 123   | 3º   |
| 1998     | Atlantic Championship                  | Forsythe Championship Racing | 13   | 2        | 3    | 130   | 5º   |
| 1999     | Atlantic Championship                  | Forsythe Championship Racing | 12   | 2        | 3    | 118   | 4º   |
| 2000     | CART Series                            | Forsythe Championship Racing | 20   | 0        | 1    | 53    | 16º  |
| 2001     | CART Series                            | Forsythe Championship Racing | 20   | 0        | 2    | 80    | 11º  |
| 2002     | CART Series                            | Forsythe Championship Racing | 19   | 0        | 0    | 111   | 8º   |
| 2003     | CART Series                            | Rocketsports Racing          | 18   | 0        | 2    | 97    | 10º  |
| 2004     | Champ Car                              | Rocketsports Racing          | 14   | 1        | 0    | 218   | 7º   |
| 2005     | Champ Car                              | Team Australia               | 13   | 0        | 0    | 207   | 7º   |
| 2005     | V8 Supercars                           | WPS Racing                   | 2    | 0        | 0    | 144   | 53º  |
| 2006     | Champ Car                              | Team Australia               | 14   | 0        | 0    | 205   | 8º   |
| 2006     | Grand-Am Cup                           |                              | 3    | 0        | 0    | 45    | 59º  |
| 2007     | Champ Car                              | RSPORTS                      | 12   | 0        | 0    | 70    | 7º   |
| 2007     | NASCAR Canadian Tire Series            | Jacombs Racing               | 2    | 0        | 0    | 182   | 35º  |
| 2008     | NASCAR Canadian Tire Series            | Jacombs Racing               | 9    | 1        | 0    | 1091  | 19º  |
| 2008     | IndyCar Series                         | Walker Racing                | 4    | 0        | 0    | 56    | 32º  |
| 2008     | IndyCar Series                         | Conquest Racing              | 4    | 0        | 0    | 56    | 32º  |
| 2009     | IndyCar Series                         | Conquest Racing              | 6    | 0        | 0    | 114   | 22º  |
| 2009     | NASCAR Nationwide Series               | MacDonald Motorsports        | 2    | 0        | 0    | 134   | 115º |
| 2009     | NASCAR Canadian Tire Series            | Stockton Racing              | 2    | 0        | 2    | 184   | 40º  |
| 2010     | IndyCar Series                         | FAZZT Race Team              | 17   | 0        | 0    | 302   | 13º  |
| 2010     | V8 Supercar Championship Series        | Kelly Racing                 | 2    | 0        | 0    | 72    | NC   |
| 2011     | IndyCar Series                         | Bryan Herta Autosport        | 16   | 0        | 2    | 296   | 15º  |
| 2011     | IndyCar Series                         | Sam Schmidt Motorsports      | 16   | 0        | 2    | 296   | 15º  |
| 2011     | NASCAR Nationwide Series               | Penske Racing                | 1    | 0        | 0    | 43    | 64º  |
| 2011     | NASCAR Canadian Tire Series            | Jacombs Racing               | 2    | 0        | 1    | 307   | 37º  |
| 2011     | International V8 Supercar Championship | Kelly Racing                 | 2    | 0        | 0    | 120   | 68º  |
| 2012     | IndyCar Series                         | Bryan Herta Autosport        | 14   | 0        | 1    | 272   | 17º  |
| 2012     | NASCAR Xfinity Series                  | Turner Motorsports           | 1    | 0        | 1    | 23    | 66º  |
| 2013     | IndyCar Series                         | Barracuda Racing             | 10   | 0        | 0    | 180   | 24º  |
| 2013     | IndyCar Series                         | Chip Ganassi Racing          | 10   | 0        | 0    | 180   | 24º  |
| 2013     | NASCAR Canadian Tire Series            | DJK Racing                   | 1    | 0        | 0    | 40    | 45º  |
| 2014     | IndyCar Series                         | Sarah Fisher Hartman Racing  | 1    | 0        | 0    | 28    | 31º  |
| 2014     | NASCAR Xfinity Series                  | Penske Racing                | 2    | 0        | 0    | 82    | 39º  |
| 2014     | NASCAR Camping World Truck Series      | Brad Keselowski Racing       | 1    | 0        | 1    | 0     | 103º |
| 2014     | NASCAR Canadian Tire Series            | Tagliani AutoSports          | 9    | 0        | 0    | 273   | 9º   |
| 2015     | IndyCar Series                         | A. J. Foyt Enterprises       | 1    | 0        | 0    | 27    | 37º  |
| 2015     | NASCAR Xfinity Series                  | Penske Racing                | 1    | 0        | 1    | 44    | 55º  |
| 2015     | NASCAR Camping World Truck Series      | Brad Keselowski Racing       | 1    | 0        | 1    | 0     | 91º  |
| 2015     | NASCAR Canadian Tire Series            | Tagliani AutoSports          | 9    | 1        | 0    | 356   | 9º   |
| 2016     | IndyCar Series                         | A. J. Foyt Enterprises       | 2    | 0        | 0    | 35    | 31º  |
| 2016     | NASCAR Xfinity Series                  | Penske Racing                | 1    | 0        | 1    | 35    | 56º  |
| 2016     | NASCAR Canadian Tire Series            | Tagliani AutoSports          | 11   | 3        | 1    | 446   | 3º   |

### Risultati delle corse a ruote scoperte americane

#### CART/Champ Car
| Anno | Team                | Telaio      | Motore       | 1      | 2      | 3      | 4       | 5      | 6      | 7      | 8      | 9      | 10     | 11     | 12     | 13     | 14     | 15     | 16     | 17     | 18     | 19     | 20    | 21    | Punti | Pos. |
| ---- | ------------------- | ----------- | ------------ | ------ | ------ | ------ | ------- | ------ | ------ | ------ | ------ | ------ | ------ | ------ | ------ | ------ | ------ | ------ | ------ | ------ | ------ | ------ | ----- | ----- | ----- | ---- |
| 2000 | Player's            | Reynard 2Ki | Ford XF      | MIA 9  | LBH 4  | RIO 13 | MOT 15  | NAZ 19 | MIL 22 | DET 6  | POR 13 | CLE 16 | TOR 5  | MIS 16 | CHI 9  | MDO 9  | ROA 14 | VAN 18 | LS 23  | GAT 14 | HOU 16 | SRF 22 | FON 6 |       | 53    | 16º  |
| 2001 | Player's            | Reynard 01i | Ford XF      | MTY 21 | LBH 18 | TXS C  | NAZ 22  | MOT 22 | MIL 12 | DET 21 | POR 12 | CLE 9  | TOR 2  | MIS 6  | CHI 6  | MDO 7  | ROA 8  | VAN 23 | LAU 21 | ROC 14 | HOU 19 | LS 15  | SRF 3 | FON 3 | 80    | 11º  |
| 2002 | Player's            | Reynard 02i | Ford XF      | MTY 5  | LBH 16 | MOT 2  | MIL 19  | LS 10  | POR 12 | CHI 7  | TOR 7  | CLE 5  | VAN 7  | MDO 7  | ROA 2  | MTL 11 | DEN 12 | ROC 18 | MIA 4  | SRF 6  | FON 8  | MXC 10 |       |       | 111   | 8º   |
| 2003 | Rocketsports Racing | Lola B02/00 | Ford XFE     | STP 19 | MTY 3  | LBH 10 | BRH 8   | LAU 18 | MIL 5  | LS 14  | POR 3  | CLE 8  | TOR 17 | VAN 14 | ROA 3  | MDO 6  | MTL 4  | DEN 9  | MIA 13 | MXC 16 | SRF 7  | FON C  |       |       | 97    | 10º  |
| 2004 | Rocketsports Racing | Lola B02/00 | Ford XFE     | LBH 8  | MTY 5  | MIL 13 | POR 7   | CLE 3  | TOR 7  | VAN 7  | ROA 1  | DEN 10 | MTL 7  | LS 6   | LVG 16 | SRF 19 | MXC 11 |        |        |        |        |        |       |       | 218*  | 7º   |
| 2005 | Team Australia      | Lola B02/00 | Ford XFE     | LBH 15 | MTY 3  | MIL 10 | POR 18  | CLE 4  | TOR 3  | EDM 7  | SJO 9  | DEN 14 | MTL 5  | LVG 7  | SRF 4  | MXC 8  |        |        |        |        |        |        |       |       | 207   | 7º   |
| 2006 | Team Australia      | Lola B02/00 | Ford XFE     | LBH 3  | HOU 11 | MTY 5  | MIL Wth | POR 11 | CLE 4  | TOR 6  | EDM 12 | SJO 14 | DEN 16 | MTL 7  | ROA 11 | SRF 3  | MXC 5  |        |        |        |        |        |       |       | 205   | 8º   |
| 2007 | RSPORTS             | Panoz DP01  | Cosworth XFE | LVG 4  | LBH 5  | HOU 9  | POR 5   | CLE 6  | MTT 8  | TOR 8  | EDM 14 | SJO 15 | ROA 5  |        |        |        |        |        |        |        |        |        |       |       | 205   | 10º  |
| 2007 | Rocketsports Racing | Panoz DP01  | Cosworth XFE |        |        |        |         |        |        |        |        |        |        | ZOL 9  | ASN 15 | SRF 7  | MXC 13 |        |        |        |        |        |       |       | 205   | 10º  |

* Nuovo sistema di punti implementato nella stagione 2004.

#### IndyCar
| Anno | Squadra                     | Telaio       | Motore   | 1       | 2      | 3      | 4       | 5       | 6       | 7      | 8      | 9      | 10     | 11     | 12     | 13     | 14     | 15     | 16     | 17     | 18     | 19     | Punti | Pos. |
| ---- | --------------------------- | ------------ | -------- | ------- | ------ | ------ | ------- | ------- | ------- | ------ | ------ | ------ | ------ | ------ | ------ | ------ | ------ | ------ | ------ | ------ | ------ | ------ | ----- | ---- |
| 2008 | Walker Racing               | Panoz        | Cosworth | HMS     | STP    | MOT1   | LBH1 7  | KAN     | INDY    | MIL    | TXS    | IOW    | RIR    | WGL    | NSH    | MDO    | EDM    | KTY    | SNM    |        |        |        | 56    | 32º  |
| 2008 | Conquest Racing             | Dallara      | Honda    |         |        |        |         |         |         |        |        |        |        |        |        |        |        |        |        | DET 22 | CHI 12 | SRF2 4 | 56    | 32º  |
| 2009 | Conquest Racing             | Dallara      | Honda    | STP 10  | LBH 10 | KAN    | INDY NQ | MIL     | TXS 14  | IOW    | RIR    | WGL    | TOR 9  | EDM 13 | KTY    | MDO    | SNM    | CHI    | MOT    | HMS    |        |        | 114   | 22º  |
| 2009 | Conquest Racing             | Dallara      | Honda    | INDY 11 |        |        |         |         |         |        |        |        |        |        |        |        |        |        |        |        |        |        | 114   | 22º  |
| 2010 | FAZZT Race Team             | Dallara      | Honda    | SÃO 19  | STP 6  | ALA 10 | LBH 21  | KAN 8   | INDY 10 | TXS 18 | IOW 12 | WGL 17 | TOR 17 | EDM 23 | MDO 4* | SNM 14 | CHI 25 | KTY 15 | MOT 13 | HMS 14 |        |        | 302   | 13º  |
| 2011 | Sam Schmidt Motorsports     | Dallara      | Honda    | STP 6   | ALA 15 | LBH 5  | SÃO 19  | INDY 28 | TXS 4   | TXS 14 | MIL 18 | IOW 16 | TOR 23 | EDM 17 | MDO 6  | NHM 19 | SNM 20 | BAL 7  | MOT 4  | KTY    |        |        | 296   | 15º  |
| 2011 | Bryan Herta Autosport       | Dallara      | Honda    |         |        |        |         |         |         |        |        |        |        |        |        |        |        |        |        |        | LVS C3 |        | 296   | 15º  |
| 2012 | Bryan Herta Autosport       | Dallara DW12 | Lotus    | STP 15  | ALA 26 | LBH 21 | SÃO     |         |         |        |        |        |        |        |        |        |        |        |        |        |        |        | 272   | 17º  |
| 2012 | Bryan Herta Autosport       | Dallara DW12 | Honda    |         |        |        |         | INDY 12 | DET 10  | TXS 9  | MIL 7  | IOW 16 | TOR 10 | EDM 5  | MDO 10 | SNM 9  | BAL 8  | FON 20 |        |        |        |        | 272   | 17º  |
| 2013 | Barracuda Racing            | Dallara DW12 | Honda    | STP 10  | ALA 11 | LBH 19 | SÃO 12  | INDY 24 | DET 23  | DET 21 | TXS 22 | MIL 23 | IOW 24 | POC 17 | TOR 17 | TOR 10 | MDO    | SNM    | BAL    | HOU    | HOU    |        | 180   | 24º  |
| 2013 | Chip Ganassi Racing         | Dallara DW12 | Honda    |         |        |        |         |         |         |        |        |        |        |        |        |        |        |        |        |        |        | FON 14 | 180   | 24º  |
| 2014 | Sarah Fisher Hartman Racing | Dallara DW12 | Honda    | STP     | LBH    | ALA    | IMS     | INDY 13 | DET     | DET    | TXS    | HOU    | HOU    | POC    | IOW    | TOR    | TOR    | MDO    | MIL    | SNM    | FON    |        | 28    | 31º  |
| 2015 | A. J. Foyt Enterprises      | Dallara DW12 | Honda    | STP     | NLA    | LBH    | ALA     | IMS     | INDY 17 | DET    | DET    | TXS    | TOR    | FON    | MIL    | IOW    | MDO    | POC    | SNM    |        |        |        | 27    | 37º  |
| 2016 | A. J. Foyt Enterprises      | Dallara DW12 | Honda    | STP     | PHX    | LBH    | ALA     | IMS 23  | INDY 17 | DET    | DET    | RDA    | IOW    | TOR    | MDO    | POC    | TXS    | WGL    | SNM    |        |        |        | 35    | 31º  |

1 Corse lo stesso giorno.
2 Gara espositiva senza punti.
3 Il Las Vegas Indy 300 è stato abbandonato dopo che Dan Wheldon è morto per le ferite riportate in un incidente di 15 auto all'undicesimo giro.

#### 500 Miglia di Indianapolis
| Anno   | N° auto | Partito | Media qualifica | Finito | Giri | Giri in testa | Causa ritiro |
| ------ | ------- | ------- | --------------- | ------ | ---- | ------------- | ------------ |
| 2009   | 34      | 33º     | 220.553         | 11º    | 200  | 0             | /            |
| 2010   | 77      | 5º      | 226.390         | 10º    | 200  | 0             | /            |
| 2011   | 77      | 1º      | 366.080         | 28º    | 147  | 20            | Incidente    |
| 2012   | 98      | 11º     | 224.000         | 12º    | 200  | 2             | /            |
| 2013   | 98      | 11º     | 227.386         | 24º    | 196  | 1             | /            |
| 2014   | 68      | 24º     | 229.148         | 13º    | 200  | 3             | /            |
| 2015   | 48      | 21º     | 223.722         | 17º    | 200  | 2             | /            |
| 2016   | 35      | 33º     | -               | 17º    | 200  | 11            | /            |
| Totale | Totale  | Totale  | Totale          | Totale | 1543 | 39            |              |

### NASCAR
(chiave) (Grassetto – Pole position assegnata dal tempo di qualificazione. Corsivo – Pole position guadagnata dalla classifica a punti o dal tempo di pratica. * – La maggior parte dei giri in testa.)

#### Xfinity Series
| Anno | Team                  | Numero | Marca | 1   | 2   | 3   | 4   | 5   | 6   | 7   | 8   | 9   | 10  | 11  | 12  | 13  | 14    | 15  | 16  | 17  | 18  | 19  | 20  | 21     | 22     | 23    | 24    | 25     | 26  | 27  | 28  | 29  | 30  | 31  | 32  | 33  | 34     | 35  | Punti | Pos. |
| ---- | --------------------- | ------ | ----- | --- | --- | --- | --- | --- | --- | --- | --- | --- | --- | --- | --- | --- | ----- | --- | --- | --- | --- | --- | --- | ------ | ------ | ----- | ----- | ------ | --- | --- | --- | --- | --- | --- | --- | --- | ------ | --- | ----- | ---- |
| 2009 | MacDonald Motorsports | 81     | Dodge | DAY | CAL | LVS | BRI | TEX | NSH | PHO | TAL | RCH | DAR | CLT | DOV | NSH | KEN   | MLW | NHA | DAY | CHI | GTY | IRP | IOW    | GLN    | MCH   | BRI   | CGV 26 | ATL | RCH | DOV | KAN | CAL | CLT | MEM | TEX | PHO 38 | HOM | 134   | 116º |
| 2011 | Penske Racing         | 12     | Dodge | DAY | PHO | LVS | BRI | CAL | TEX | TAL | NSH | RCH | DAR | DOV | IOW | CLT | CHI   | MCH | ROA | DAY | KEN | NHA | NSH | IRP    | IOW    | GLN   | CGV 2 | BRI    | ATL | RCH | CHI | DOV | KAN | CLT | TEX | PHO | HOM    |     | 43    | 64º  |
| 2012 | Turner Motorsports    | 30     | Chevy | DAY | PHO | LVS | BRI | CAL | TEX | RCH | TAL | DAR | IOW | CLT | DOV | MCH | ROA   | KEN | DAY | NHA | CHI | IND | IOW | GLN    | CGV 22 | BRI   | ATL   | RCH    | CHI | KEN | DOV | CLT | KAN | TEX | PHO | HOM |        |     | 23    | 66º  |
| 2014 | Team Penske           | 22     | Ford  | DAY | PHO | LVS | BRI | CAL | TEX | DAR | RCH | TAL | IOW | CLT | DOV | MCH | ROA 2 | KEN | DAY | NHA | CHI | IND | IOW | GLN    | MOH 5  | BRI   | ATL   | RCH    | CHI | KEN | DOV | KAN | CLT | TEX | PHO | HOM |        |     | 82    | 39º  |
| 2015 | Team Penske           | 22     | Ford  | DAY | ATL | LVS | PHO | CAL | TEX | BRI | RCH | TAL | IOW | CLT | DOV | MCH | CHI   | DAY | KEN | NHA | IND | IOW | GLN | MOH 2* | BRI    | ROA   | DAR   | RCH    | CHI | KEN | DOV | CLT | KAN | TEX | PHO | HOM |        |     | 44    | 55º  |
| 2016 | Team Penske           | 22     | Ford  | DAY | ATL | LVS | PHO | CAL | TEX | BRI | RCH | TAL | DOV | CLT | POC | MCH | IOW   | DAY | KEN | NHA | IND | IOW | GLN | MOH    | BRI    | ROA 7 | DAR   | RCH    | CHI | KEN | DOV | CLT | KAN | TEX | PHO | HOM |        |     | 35    | 56º  |

#### Gander RV & Outdoors Truck Series
| Anno | Team                   | Numero | Marca  | 1   | 2   | 3   | 4   | 5   | 6   | 7   | 8   | 9   | 10  | 11  | 12     | 13  | 14     | 15     | 16  | 17     | 18    | 19  | 20  | 21  | 22  | 23  | Punti | Pos. |
| ---- | ---------------------- | ------ | ------ | --- | --- | --- | --- | --- | --- | --- | --- | --- | --- | --- | ------ | --- | ------ | ------ | --- | ------ | ----- | --- | --- | --- | --- | --- | ----- | ---- |
| 2014 | Brad Keselowski Racing | 19     | Ford   | DAY | MAR | KAN | CLT | DOV | TEX | GTW | KEN | IOW | ELD | POC | MCH    | BRI | MSP 16 | CHI    | NHA | LVS    | TAL   | MAR | TEX | PHO | HOM |     | 01    | 99º  |
| 2015 | Brad Keselowski Racing | 29     | Ford   | DAY | ATL | MAR | KAN | CLT | DOV | TEX | GTW | IOW | KEN | ELD | POC    | MCH | BRI    | MSP 5  | CHI | NHA    | LVS   | TAL | MAR | TEX | PHO | HOM | 01    | 91º  |
| 2017 | Young's Motorsports    | 02     | Chevy  | DAY | ATL | MAR | KAN | CLT | DOV | TEX | GTW | IOW | KEN | ELD | POC    | MCH | BRI    | MSP 19 | CHI | NHA    | LVS   | TAL | MAR | TEX | PHO | HOM | 18    | 63º  |
| 2018 | Young's Motorsports    | 12     | Chevy  | DAY | ATL | LVS | MAR | DOV | KAN | CLT | TEX | IOW | GTW | CHI | KEN    | ELD | POC    | MCH    | BRI | MSP 10 | LVS   | TAL | MAR | TEX | PHO | HOM | 27    | 65º  |
| 2019 | Kyle Busch Motorsports | 51     | Toyota | DAY | ATL | LVS | MAR | TEX | DOV | KAN | CLT | TEX | IOW | GTW | CHI    | KEN | POC    | ELD    | MCH | BRI    | MSP 2 | LVS | TAL | MAR | PHO | HOM | 38    | 56º  |
| 2020 | Kyle Busch Motorsports | 51     | Toyota | DAY | LVS | CLT | ATL | HOM | POC | KEN | TEX | KAN | KAN | MCH | DAY 22 | DOV | GTW    | DAR    | RCH | BRI    | LVS   | TAL | KAN | TEX | MAR | PHO | 18    | 65º  |

#### Pinty's Series
| Anno | Team               | Numero | Marca | 1       | 2       | 3      | 4       | 5       | 6       | 7      | 8       | 9       | 10      | 11     | 12     | 13      | Punti | Pos. |
| ---- | ------------------ | ------ | ----- | ------- | ------- | ------ | ------- | ------- | ------- | ------ | ------- | ------- | ------- | ------ | ------ | ------- | ----- | ---- |
| 2007 | Jacombs Racing     | 8      | Chevy | HAM1    | MOS1    | BAR1   | MPS     | EDM     | MTL 25  | MOS2   | CTR 23  | HAM2    | BAR2    | RIS    | KWA    |         | 182   | 35º  |
| 2008 | Jacombs Racing     | 7      | Ford  | HAM1 20 | MOS1 5  | BAR1 7 | ASE 24  | MPS 17  | EDM 1*  | MTL 29 | MOS2 18 | CTR 18  | HAM2    | BAR2   | RIS    | KWA     | 1091  | 19º  |
| 2009 | Stockton Racing    | 03     | Chevy | ASE     | DEL     | MOS1   | ASE     | MPS     | EDM     | SAS    | MOS2    | CTR 22  |         |        |        |         | 184   | 40º  |
| 2009 | Stockton Racing    | 81     | Chevy |         |         |        |         |         |         |        |         |         | MTL 27  | BAR    | RIS    | KWA     | 184   | 40º  |
| 2011 | Jacombs Racing     | 12     | Dodge | MOS1    | ICAR 8* | DEL    | MOS2    | TOR     | MPS     | SAS    | CTR     | MTL 5   | BAR     | RIS    | KWA    |         | 307   | 37º  |
| 2013 | DJK Racing         | 28     | Dodge | MOS1    | DEL     | MOS2   | ICAR    | MPS     | SAS     | ASE    | CTR 5   | RIS     | MOS3    | BAR    | KWA    |         | 40    | 45º  |
| 2014 | Tagliani AutoSport | 18     | Dodge | MOS1    | ACD 14  | ICAR 5 | EIR 13* | SAS 5   | ASE 12  | CTR 25 | RIS     | MOS2 20 | BAR 10  | KWA 21 |        |         | 273   | 9º   |
| 2015 | Tagliani AutoSport | 18     | Chevy | MOS1    | ACD 5   | SSS 1* | ICAR 3  | EIR 7   | SAS 7   | ASE 6  | CTR 3   | RIS     | MOS2 8  | KWA 7  |        |         | 356   | 9º   |
| 2016 | Tagliani AutoSport | 18     | Chevy | MOS1    | SSS 1*  | ACD 3  | ICAR 6  | TOR 1*  | EIR 1*  | SAS 4  | CTR 3   | RIS 9*  | MOS2 17 | ASE 5  | KWA 8  |         | 446   | 3º   |
| 2017 | Tagliani AutoSport | 18     | Dodge | MOS1 18 | DEL 2   | ACD 7  |         |         |         |        |         |         |         |        |        |         | 477   | 6º   |
| 2017 | 22 Racing          | 18     | Dodge |         |         |        | ICAR 5* | TOR 15  | SAS1 20 | SAS2 9 | EIR 4   | CTR 1*  | RIS 6   | MOS2 2 | ASE 10 | JUK 6   | 477   | 6º   |
| 2018 | 22 Racing          | 18     | Chevy | MOS1 14 | JUK1 3  | ACD 11 | TOR 2*  | SAS1 3  | SAS2 6  | EIR 3  | CTR 1*  | RIS 5   | MOS2 1* | ASE 2  | NHA 7  | JUK2 13 | 516   | 2º   |
| 2019 | 22 Racing          | 18     | Chevy | MOS1 11 | JUK1 5  | ACD 5  | TOR 1*  | SAS1 11 | SAS2 6  | EIR 8  | CTR 2*  | RIS 2   | MOS2 3* | ASE    | NHA    | JUK2    | 394   | 10º  |

1 Non idoneo per i punti.

### Touring car racing

#### V8 Supercar
| Anno | Squadra                       | Vettura             | 1   | 2   | 3   | 4   | 5   | 6   | 7   | 8   | 9   | 10  | 11  | 12  | 13  | 14  | 15  | 16  | 17  | 18  | 19  | 20  | 21  | 22  | 23  | 24  | 25  | 26  | 27  | 28  | Punti | Pos. |
| ---- | ----------------------------- | ------------------- | --- | --- | --- | --- | --- | --- | --- | --- | --- | --- | --- | --- | --- | --- | --- | --- | --- | --- | --- | --- | --- | --- | --- | --- | --- | --- | --- | --- | ----- | ---- |
| 2005 | WPS Team Australia            | Ford BA Falcon      | ADE | PUK | BAR | ECR | SHA | HDV | QUE | ORP | SAN | BAT | SUR | SYP | PHI |     |     |     |     |     |     |     |     |     |     |     |     |     |     |     | 144   | 54º  |
| 2005 | WPS Team Australia            | Ford BA Falcon      |     |     |     |     |     |     |     |     | 22  | 13  |     |     |     |     |     |     |     |     |     |     |     |     |     |     |     |     |     |     | 144   | 54º  |
| 2010 | Rock Racing                   | Holden VE Commodore | YMC | YMC | BHR | BHR | ADE | ADE | HAM | HAM | QLD | QLD | WIN | WIN | HID | HID | TOW | TOW | PHI | BAT | SUR | SUR | SYM | SYM | SAN | SAN | SYD | SYD |     |     | 72 +  | NC   |
| 2010 | Rock Racing                   | Holden VE Commodore |     |     |     |     |     |     |     |     |     |     |     |     |     |     |     |     |     |     | 11  | 20  |     |     |     |     |     |     |     |     | 72 +  | NC   |
| 2011 | Triple Eight Race Engineering | Holden VE Commodore | YMC | YMC | ADE | ADE | HAM | HAM | BAR | BAR | BAR | WIN | WIN | HID | HID | TOW | TOW | QLD | QLD | QLD | PHI | BAT | SUR | SUR | SYM | SYM | SAN | SAN | SYD | SYD | 120   | 68º  |
| 2011 | Triple Eight Race Engineering | Holden VE Commodore |     |     |     |     |     |     |     |     |     |     |     |     |     |     |     |     |     |     |     |     | 19  | 11  |     |     |     |     |     |     | 120   | 68º  |

+ Pilota internazionale, non idoneo per i punti nel formato 2010. I punti elencati sono i punti del team per il pilota Jason Bargwanna nelle due gare in cui Tagliani è stato co-pilota per il #11 Kelly Racing Holden.